# Yuki Shikama
Yuki Shikama (色摩 雄貴 Shikama Yuki?), född 1 oktober 1997 i Chiba prefektur, är en japansk fotbollsspelare.
Shikama började sin karriär 2020 i Iwate Grulla Morioka.